# Florian Klose

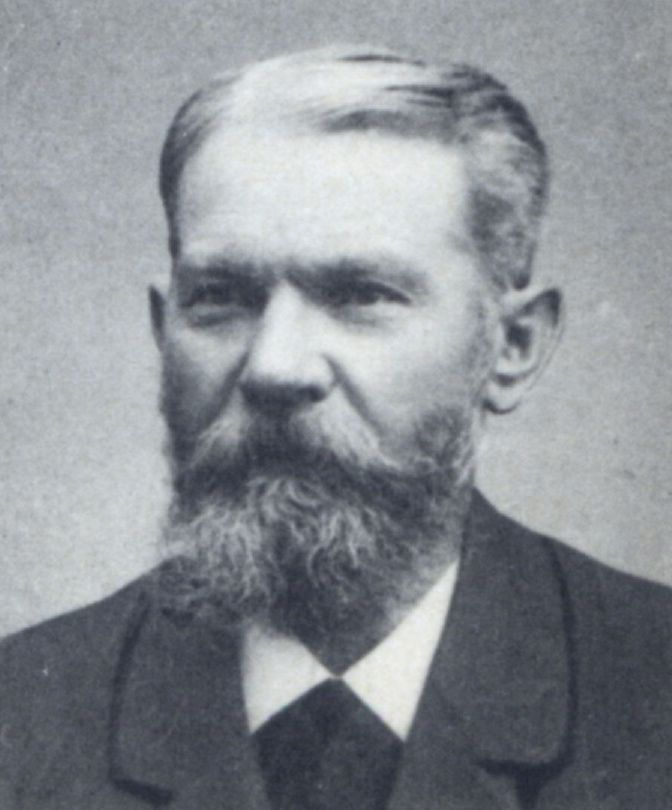
Florian Klose als Reichstagsabgeordneter 1912

Florian Klose (* 6. Mai 1846 in Löwitz, Kreis Leobschütz, Provinz Schlesien; † 3. Oktober 1913 ebenda) war Grundbesitzer und Mitglied des Deutschen Reichstags.

## Leben
Klose war Gutsherr in Löwitz und nahm am Krieg gegen Frankreich 1870/71 teil. Dabei machte er unter anderem die 
Belagerung von Metz mit. Er war Kreistagsabgeordneter von 1873 bis 1882 und wieder seit 1906.
Von 1882 bis 1908 war er Mitglied des Preußischen Abgeordnetenhauses und von 1887 bis zu seinem Tode war er Mitglied des Deutschen Reichstags für den Wahlkreis Regierungsbezirk Oppeln 9 Leobschütz und die Deutsche Zentrumspartei.